# Don't Bore Us, Get to the Chorus!
Don't Bore Us, Get to the Chorus! je kompilacijski album švedskog sastava Roxette. Za tržište SAD-a album izlazi tek 2000., ali s izmijenjenim sadržajem pjesama. Iako se album tretira kao kompilacija hitova, na njemu je par novih pjesama: "June Afternoon", "You Don't Understand Me", "She Doesn't Live Here Anymore" (sve objavljene kao singlovi) i "I Don't Want To Get Hurt" .

## Popis pjesama
Sve pjesme napisao je i uglazbio Per Gessle, osim gdje je drugačije navedeno.
1. "June Afternoon" - 4:14
2. "You Don't Understand Me" (Gessle & Desmond Child) - 4:29
3. "The Look" - 3:57
4. "Dressed for Success" - 4:13
5. "Listen to Your Heart" (Swedish single edit) - 5:15
6. "Dangerous" (Single version) - 3:48
7. "It Must Have Been Love" (iz filma "Pretty Woman") - 4:19
8. "Joyride" (Single edit) - 4:00
9. "Fading Like a Flower (Every Time You Leave)" - 3:53
10. "The Big L." - 4:29
11. "Spending My Time" - 4:38
12. "How Do You Do!" - 3:12
13. "Almost Unreal" (iz filma "Super Mario Bros.") - 4:00
14. "Sleeping in My Car" (Single edit) - 3:33
15. "Crash! Boom! Bang!" (Single edit) - 4:26
16. "Vulnerable" (Single edit) - 4:29
17. "She Doesn't Live Here Anymore" - 4:05
18. "I Don't Want to Get Hurt" - 4:19